# Irish Thoroughbred
Irish Thoroughbred é a primeira novela da escritora americana Nora Roberts, originalmente publicado pela Silhouette Books em janeiro de 1981 como uma novela. Por ser uma categoria de menor durabilidade no mercado, a obra teve menos de 200 páginas e esteve à venda por apenas um mês. Posteriormente, a obra tornou-se popular e foi reembalada como uma novela independente e relançada várias vezes. Roberts escreveu duas sequências, Irish Rebel e Irish Rose.
Roberts baseou-se em sua descendência irlandesa para criar uma heroína deste país chamada Adelia "Dee" Cunnane. Na história, Dee se transfere para os Estados Unidos, onde seu tio doente consegue fazer com que ela se case com seu empregador, o rico criador de cavalos americano Travis Grant. Embora a parte inicial de seu relacionamento seja marcada por discussões frequentes e mal-entendidos, no final da história Travis e Dee se reconciliam. De acordo com a crítica Mary Ellen Snodgrass, a transformação do casal oposto para um casal amoroso é um dos muitos elementos estereotipados do livro. Embora os protagonistas aderissem a muitos estereótipos comuns das novelas da década de 1980, a heroína de Roberts é mais independente e mal-humorada do que a maioria das heroínas da época. A popularidade deste livro ajudou a abrir caminho para que outros autores de novelas experimentassem heróis e heroínas com maior paridade econômica e emocional.

## Lançamento
Em 1979, Nora Roberts era uma dona de casa com dois filhos pequenos. Presa durante uma nevasca sem nada para ler, Roberts se divertiu escrevendo uma das histórias que passava pela sua cabeça. Depois de desenvolver sua ideia em uma novela contemporânea, ela continuou escrevendo e logo terminou mais seis manuscritos. Roberts submeteu seu trabalho à Harlequin Enterprises, uma empresa canadense considerada a principal editora de novelas da América do Norte. Harlequin normalmente publicava trabalhos de autores britânicos ambientados na Comunidade Britânica, mas em 1975, Harlequin abriu uma exceção e decidiu comprar várias novelas da americana Janet Dailey. Posteriormente, como a empresa não ficou convencida com os maus resultados do mercado em relação às novelas de Dailey — todos com protagonistas americanos e ambientados nos Estados Unidos — a mesma decidiu que não estava disposta a se expor ainda mais ao risco. Por esta razão, a Harlequin rapidamente rejeitou o trabalho de Roberts; um editor explicou que "eles já tinham seu escritor americano".
Em um esforço para tirar proveito do talento inexplorado dos escritores americanos, em 1980, Simon & Schuster criou uma nova marca, Silhouette Books, para servir de oposição à Harlequin. Roberts enviou seu sétimo manuscrito, Irish Thoroughbred, o que não foi aceito pela nova empresa. Por outro lado, Nancy Jackson, a editora adquirente da Silhouette, tirou o manuscrito da pilha de lama e ficou impressionada. Ela ofereceu um contrato a Roberts, deixando a escritora "impressionada".

## Sinopse
A novela conta a história do relacionamento entre a irlandesa Adelia "Dee" Cunnane e o americano Travis Grant. Tudo começa quando uma jovem sem dinheiro chamada Dee se muda para os Estados Unidos com intuito de morar com seu tio, Paddy, que trabalha em uma grande fazenda de cavalos. O amor de Dee pelos animais é evidente, e ela consegue um emprego trabalhando ao lado de seu tio. Dee tem um temperamento explosivo e, muitas vezes, discute com Travis, o proprietário rico da fazenda; muitas de suas alegações levam a abraços apaixonados. Posteriormente, Travis resgata Dee de uma tentativa de estupro.
Quando Paddy sofre um ataque cardíaco, ele fica muito preocupado com a sua mortalidade e com o futuro de Dee. Ele fica exausto e insiste que Travis cuide dela. Depois de uma conversa em particular sobre um casamento temporário por conveniência, Travis e Dee trocam farpas no quarto de hospital de Paddy. À medida que a história avança, os protagonistas tornam-se cada vez mais infelizes, sem que nenhum dos dois estejam dispostos a admitirem o amor que tem um pelo outro.
Embora ainda não estejam dispostos a verbalizarem seus sentimentos, Dee e Travis parecem mais confiantes em seu relacionamento depois que finalmente aproveitaram o casamento. No entanto, as inseguranças de Dee são exploradas pela sofisticada ex-namorada de Travis, Margot, que apareceu na história para reconquistá-lo. Dee foge. Travis corre atrás dela, os dois confessam seu amor e resolvem fazer o casamento funcionar de verdade.

## Gênero literário
Irish Thoroughbred foi lançado, inicialmente, como uma novela. Livros deste gênero possuem menos folhas — geralmente entre 175 e 200 páginas, ou cerca de 55 000 palavras — e são publicados em linhas ou categorias claramente delineadas. Embora cada novela seja algo único, é necessário que se adeque aos parâmetros gerais que definem sua linha. O pequeno número de livros publicados em cada linha, todos os meses, é numerado sequencialmente dentro da linha. Irish Thoroughbred foi o número 81 na categoria de novelas da editora Silhouette. Novelas nesta linha defendem valores familiares mais tradicionais e colocam maior ênfase nas emoções dos personagens em vez de suas necessidades físicas. Embora essas novelas, muitas vezes, descrevam a tensão sexual entre os personagens principais com a relação sexual sendo descrita somente dentro dos limites do casamento.
Novelas, geralmente, só estão disponíveis apenas por um tempo limitado, permanecendo nas prateleiras de uma livraria até que se esgotem ou até que os títulos do próximo mês sejam lançados. Livros desta categoria podem ser reembaladas como novelas independentes; Irish Thoroughbred recebeu cinco lançamentos em 1984. Em 2000, o livro foi integrado a suas obras subsequentes, Irish Rose, e publicado novamente como Irish Hearts, com uma tiragem inicial de um milhão de cópias. Isso coincidiu com o lançamento de uma segunda sequência, Irish Rebel, que se concentrou na filha de Travis e Dee.

## Repercussão e crítica
Segundo o agente de Roberts, inicialmente os editores da Silhouette estavam preocupados com a novela ser demasiada étnica. Como muitos de suas primeiras novelas, a estreia de Roberts apresentou personagens que compartilhavam a cultura irlandesa, na qual Roberts havia sido criada. As páginas iniciais, fazendo alusão à cena introdutória de Rebecca, de Daphne du Maurier, detalhavam a reação de admiração da heroína à extravagância de uma propriedade americana. Este enredo da surpresa de uma irlandesa empobrecida com a riqueza da América essencialmente reformulou a imigração irlandesa para os Estados Unidos do século XIX.

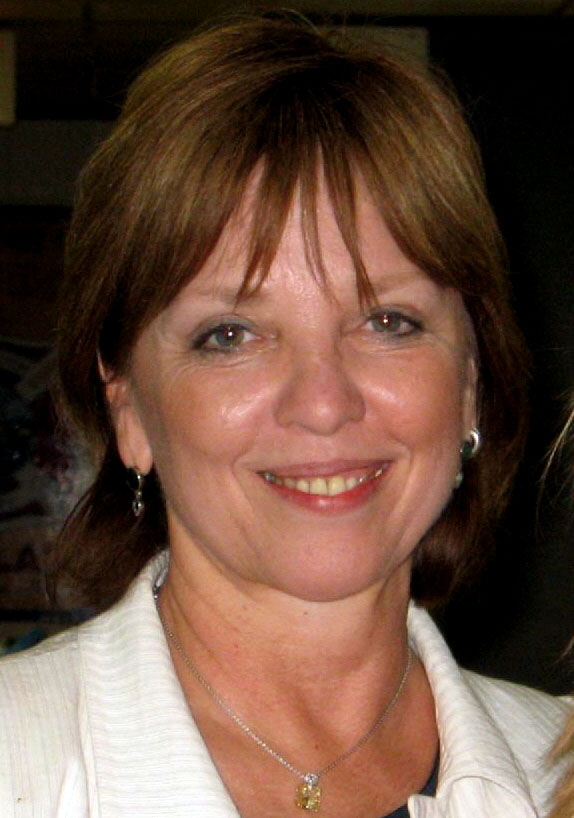
Nora Roberts em julho de 2007

De acordo com a crítica literária Mary Ellen Snodgrass, Irish Thoroughbred não é tão elegante quanto as obras posteriores de Roberts. Snodgrass cita muitos elementos previsíveis, incluindo o núcleo "confronto entre um homem confiante e uma mulher-mulher assertiva". Ao longo da década de 1970 e início dos anos 1980, as heroínas de novelas eram geralmente "virgens trêmulas", de uma classe e nível de poder inferiores ao herói. O herói, muitas vezes, era muito rico e poderoso, enquanto a heroína trabalhava em papéis femininos tradicionais, subordinados, como governanta ou secretária. A heroína de Irish Thoroughbred se conformou em parte com esse padrão, por ser sexualmente inexperiente, imatura e pobre, mas Roberts, deliberadamente, desviou-se do resto do estereótipo, fornecendo-lhe uma personalidade temperamental e independente. Suas obras posteriores continuaram na mesma linha. Como Roberts explica: "Minha heroína pode ter problemas, ela pode ser vulnerável, mas ela tem que ser forte, ela tem que ser inteligente. Ela tem que ser independente e ele também, ou não estou interessado em contar suas histórias." A popularidade deste livro e das novelas subsequentes de Roberts ajudaram a transformar o gênero, tornando os autores mais dispostos a dar a heróis e heroínas paridade econômica e emocional.
Apesar da maior independência que Roberts concedeu à sua heroína, Dee está presa dentro de uma cultura patriarcal, na qual seu tio e seu futuro marido organizam seu futuro. O casamento arranjado e os eventos que se seguiram, incluindo o mal-entendido e sua fuga, eram elementos de enredo comuns para novelas na época. As reações de Dee, no entanto, se desviaram da fórmula. Suas réplicas trouxeram à mente a "superação da literatura feminista". Quando um homem tenta estuprá-la, Dee responde com uma série de comentários afiados, chamando-o, entre outras coisas, de "homem porco, imundo e nojento", antes de desmaiar de horror.
Roberts também inclui o motivo do ciúme. Dee recebe uma rival pelo afeto de Travis — uma mulher sofisticada que é essencialmente a antítese de Dee. Roberts reutilizou esse ponto da trama em outras novelas, incluindo Song of the West.